# Hubble 3D
Hubble 3D (chiamato anche IMAX: Hubble 3D) è un film documentario del 2010 diretto da Toni Myers, basato sulla missione spaziale di riparazione del Telescopio spaziale Hubble.
È stato distribuito negli Stati Uniti il 19 marzo 2010.
Dal 2010 è in proiezione permanente alla Cité de l'espace di Tolosa.